# Гендало
Гендало – індонезійське офшорне газове родовище, виявлене у Макасарській протоці.
Гендало належить до нафтогазового басейну Кутей, виникнення якого передусім пов’язане із виносом осадкового матеріалу потужною річкою Махакам. Родовище виявили у 2000 році унаслідок спорудження в районі з глибиною моря 1425 метрів розвідувальної свердловини Gendalo-1, яка досягнула глибини у 4572 метри та виявила газонасичений інтервал завтовшки 74 метри. Надалі поширення покладів уточнили за допомогою оцінних свердловин Gendalo-2, Gendalo-4, Gendalo-3 (закладена в районі з глибиною моря 1549 метрів та досягнула глибини у 3983 метрів, при цьому показала на тестуванні добовий результат у 0,85 млн м3 газу та 2200 барелів конденсату із інтервалу завтовшки 31 метр) та Gendalo-5.
Поклади вуглеводнів Гендало пов’язані із відкладеннями епохи міоцену. Його ресурси (разом із виявленим майже одночасно за два десятки кілометрів на північний схід родовищем Ганданг) спершу оцінювали в діапазоні від 62 до 96 млрд м3. Втім, у підсумку розмір Гендало переоцінили в бік зменшення і тепер його запаси рахуються на рівні 25 млрд м3.
Родовище виявили на ліцензійній ділянці Ганал, оператором якої із часткою 80% була компанія Unocal, яка в 2005 році стала частиною нафтогазового гіганта Chevron (ще 20% мала британська LASMO, що належить до групи італійського енергетичного гіганта Eni). Втім, учасники концесії так і не змогли досягнути угоди із урядом Індонезії щодо проєкту розробки і в 2020-му Chevron оголосила про бажання позбутись цього активу.